# Emil Gilels
Emil Grigoriewicz Gilels, ros. Эмиль Григорьевич Гилельс (ur. 6 października?/19 października 1916 w Odessie, zm. 14 października 1985 w Moskwie) – radziecki pianista, uznawany za jednego z najwybitniejszych pianistów XX w.
Urodził się w muzykalnej rodzinie pochodzenia żydowskiego. Jego ojciec był urzędnikiem w cukrowni, a matka zajmowała się domem. Jego starsza siostra, Jelizawieta, była skrzypaczką i późniejszą żoną skrzypka Leonida Kogana.
Absolwent konserwatorium w Odessie (Ukraina), założonego przez Witolda Maliszewskiego. Później uczył się pod okiem Heinricha Neuhausa w Moskwie. 
Zdobywca licznych nagród, w tym I nagrody na Międzynarodowym Konkursie Muzycznym im. Królowej Elżbiety Belgijskiej w Brukseli - wtedy im. Eugène’a Ysaÿe’a (1938). Podczas wojny odbywał recitale na froncie, które służyć miały podniesieniu morale żołnierzy. Przyjaciel Swiatosława Richtera. Przez wiele lat przewodniczył jury Międzynarodowego Konkursu Pianistycznego im. Piotra Czajkowskiego w Moskwie. Dokonał też wielu wysoko cenionych nagrań płytowych.
Został odznaczony m.in. Medalem „Sierp i Młot” Bohatera Pracy Socjalistycznej, trzykrotnie Orderem Lenina, Orderem Czerwonego Sztandaru Pracy, Orderem Przyjaźni Narodów i Orderem „Znak Honoru”. Posiadacz tytułu Ludowy Artysta ZSRR oraz laureat Nagrody Stalinowskiej i Nagrody Leninowskiej.